# Tropasteron cardwell
Tropasteron cardwell là một loài nhện trong họ Zodariidae.
Loài này thuộc chi Tropasteron. Tropasteron cardwell được B.C.Baehr miêu tả năm 2003.